# Апология против ариан
Апология против ариан (лат. Apologia Contra Arianos) — полемическое произведение епископа Афанасия Александрийского (ум. 373). Написанное в 350-х годах, в разгар арианского спора, оно является ценным историческим источником по истории христианства в первой половине IV века.
В обширном литературном наследии Афанасия Великого выделяют ряд произведений преимущественно исторической направленности. Наиболее значительным и известным из них является «Апология против ариан». Согласно общепринятой точке зрения, «Апология» была создана после того, как император Констанций II разрешил Афанасию вернуться в Александрию в 346 году, и вернуться на освободившийся после смерти арианского епископа Григория патриарший престол. Вероятно, конфликты, ставшие причиной осуждения Афанасия на Тирском соборе 335 года, вскоре возобновились, и создание «Апологии» стало на то реакцией. Возможно также, непосредственной причиной стала гибель в январе 350 года императора Константа, способствовавшего возвращению Афанасия.
Особенностью «Апологии», привлекающей к книге внимание историков, является включение в неё не менее 36 официальных документов, включая императорские указы. В отличие от Евсевия Кесарийского, процитировавшего в своей «Жизни Константина» 15 императорских документов, целью Афанасия было юридическое подкрепление своей позиции против ариан. Хронологически документы охватывают период от 328 года, когда Афанасий был избран епископом Александрии, до периода после Сардикийского собора 343 года. Документы сгруппированы в два раздела, первыми следуют более поздние документы 338—347 годов, за ними ранние документы 328—337 годов. Связующий книгу нарратив сложнее датировать, и ряд заключительных глав (89-90) обычно относят к 357 или 358 году. Вероятно, их добавление было одним из эпизодов длительной редакторской работы, и точно установить дату создания «Апологии» не представляется возможным.
Представление, что полемические произведения Афанасия были адресованы его противникам, то есть арианам, в настоящее время не пользуется значительной поддержкой. Согласно британскому антиковеду Брайану Уормингтону, «Апология» и другие «исторические» труды Афанасия были предназначены для его сторонников в Египте и на Западе. Историк Дэвид М. Гвинн (David M. Gwynn) называет целью Афанасия самопрезентацию и конструирование своих оппонентов как «евсевиан».